# Thomas Davenport
Thomas Davenport (Williamstown, Estados Unidos, 9 de julio de 1802 - Salisbury, Estados Unidos, 6 de julio de 1851) fue un herrero que construyó el primer motor eléctrico de corriente continua estadounidense en 1834.
Davenport nació en el pueblo de Williamstown, en el estado de Vermont y vivió en Forest Dale, una aldea cercana a Brandon, en el mismo estado.
Ya en el año 1834 desarrolló un motor eléctrico alimentado con batería. Usó este motor para impulsar un auto pequeño en un tramo corto de vía férrea, pavimentando el camino para la electrificación de los tranvías que seguiría después.
La visita de Davenport a las siderúrgicas Penfield y Taft en Crown Point, Nueva York en 1833, donde estaba operando un electroimán basado en el diseño de Joseph Henry, fue un impulso para sus emprendimientos electromagnéticos. Davenport compró un electroimán a la siderúrgica de Crown Point y lo desarmó para estudiar cómo funcionaba. Luego forjó un mejor núcleo de hierro y rehízo el bobinado, usando seda del vestido de novia de su esposa para aislar los alambres.
Junto a su esposa Emily y su colega Orange Smalley, en 1837 Davenport recibió la primera patente estadounidense para una máquina eléctrica, U. S. Patent No. 132. En 1840 usó su motor eléctrico para imprimir The Electro-Magnetic and Mechanics Intelligencer, que fue el primer periódico impreso usando electricidad.
En 1849, Charles Grafton Page, un científico e inventor de Washington, comenzó un proyecto para construir una locomotora impulsada electromagnéticamente, con la ayuda de sustanciales fondos proporcionados por el Senado de los Estados Unidos. Davenport criticó este gasto de fondos públicos, proponiendo los motores que él ya había inventado. En 1851 la locomotora de Page, de gran tamaño y operada electromagnéticamente, fue sometida a una prueba en las vías entre Washington y Baltimore.